# Gustau Nerín i Abad
Gustau Nerín i Abad   (Barcelona, 1968) és un antropòleg i historiador especialitzat en l'estudi del colonialisme espanyol a l'Àfrica. Ha estat professor a la Universitat Nacional de Guinea Equatorial, al Centre Associat de la UNED de Bata i a la Universitat de Montpeller. Actualment és professor lector a la Universitat de Barcelona. Ha publicat, entre d'altres, Un guàrdia civil a la selva (La Campana, 2006), La guerra que vino de África (Crítica, 2005) i El imperio que nunca existió (Plaza & Janés, 2001).

## Obra publicada
- Guinea Equatorial, història en blanc i negre: dones negres i homes blancs a la Guinea Equatorial, 1843-1968. Barcelona: Empúries, 1998. ISBN 84-7596-566-0
- La guerra que vino de África. Barcelona: Crítica, 2005. ISBN 84-8432-618-7
- Picos de Europa. Barcelona: Geoestel, 2005. ISBN 84-96295-30-3
- Los ríos de España : rutas, paseos y aventuras. Barcelona: El Cobre, 2005. ISBN 84-96095-76-2
- Un guàrdia civil a la selva. Barcelona: La Campana, 2006. ISBN 978-84-95616-84-5[4]
- La Sección Femenina de Falange en la Guinea Española, (1964-1969). Vic: CEIBA, 2007. ISBN 978-84-934314-6-4
- L'Antropòleg a l'olla. Barcelona: La Campana, 2008. ISBN 978-84-96735-11-8
- La última selva de España: antropófagos, misioneros y guardias civiles. Crónica de la conquista de los fang de la Guinea Española, 1914-1930. Madrid: Los Libros de la Catarata, 2010. ISBN 978-84-8319-487-4
- Blanc bo busca negre pobre. Barcelona: La Campana, 2011. ISBN 978-84-96735-56-9[5]
- Traficants d'ànimes: els negrers espanyols a l'Àfrica. Barcelona: Pòrtic, 2015. ISBN 978-84-9809-348-3